# Otusco (província)
Otuzco é uma província do Peru localizada na região de La Libertad. Sua capital é a cidade de Otuzco.

## Distritos da província
- Agallpampa
- Charat
- Huaranchal
- La Cuesta
- Mache
- Otuzco
- Paranday
- Salpo
- Sinsicap
- Usquil